# Мальовнича діброва (заказник)
Мальовни́ча дібро́ва — ботанічний заказник місцевого значення в Україні. Розташований у межах Кіцманської міської громади Чернівецького району Чернівецької області, на північний захід від села Суховерхів.
Площа 24,2 га. Статус присвоєно згідно з рішенням 29-ї сесії обласної ради V скликання від 17.06.2009 року № 148-29/09. Перебуває у віданні ДП «Кіцманський ліс АПК» (Кіцманське лісництво, кв. 2, діл. 2, 3).
Статус присвоєно для збереження частини лісового масиву з грабово-дубовими насадженнями як корінного типу лісу. Місце зростання шафрану Гейфеля (занесений до Червоної книги України).